# キズナソング
「キズナソング」は、日本のロックバンド・THE BACK HORNの10枚目のシングル。2005年1月26日発売。

## 収録曲
全作曲・編曲：THE BACK HORN。
1. キズナソング
（作詞：菅波栄純）
2. 夜空
（作詞：岡峰光舟）

## 収録アルバム
- オリジナルアルバム『ヘッドフォンチルドレン』（2005年3月16日、VICL-62950 / VIZL-133）
- ベストアルバム『BEST THE BACK HORN』（2008年1月23日、VICL-62746）